# Чавдар Петков
Чавдар Петков е български офицер, полковник.

## Биография
Роден е през 1946 г. Влиза в структурите на Държавна сигурност и работи във Второ главно управление – контраразузнаване през 1971 г. Основната му работа е насочена към турския шпионаж. Между 1 май 1991 г. – юли 1991 е началник на Националната служба за защита на конституцията (НСЗК). В периода ноември 1990 – юли 1992 г. е ръководител на Национална служба „Сигурност“, наследник на НСЗК. Умира през 1993 г. Уволнен е покрай аферата „Оня списък“.